# Ferrières (Meurthe e Mosella)
Ferrières è un comune francese di 285 abitanti situato nel dipartimento della Meurthe e Mosella nella regione del Grand Est.

## Società

### Evoluzione demografica
Abitanti censiti